# Santa María de Cuevas
Santa María de Cuevas es una localidad del estado mexicano de Chihuahua, que forma parte del municipio de Dr. Belisario Domínguez y está ubicada en el centro del estado.

## Historia
El origen de Santa María de Cuevas, al igual que el de casi todas las poblaciones de su región —como Santa Isabel, San Lorenzo, San Nicolás de Carretas y San Francisco de Borja— fue el de establecimiento de misiones por parte de los padres de la Compañía de Jesús para evangelizar a los indígenas oriundos de la zona, mayoritariamente tarahumaras.
Con el nombre original de San Antonio de las Cuevas fue considerado un pueblo de visita dependiente de San Francisco Javier de Satevó. Durante la rebelión tarahumara de 1639 el sitio fue abandonado y sería hasta 1678 en que el padre Juan Sarmiento refundó la población, dándole su nombre definitivo de Santa María de Cuevas.
En 1691 Santa María de Cuevas recibió un misionero en residencia, el padre Domingo Lizaralde, que inició la construcción del templo del lugar, que sin embargo no sería concluido hasta el periodo en que estuvo al frente la misión el padre Luis Mancuso, quien llegaría a ser además de superior jesuita en la zona, rector del Colegio Máximo de San Pedro y San Pablo. El Templo de Santa Maria de Cuevas es el más importante monumento de la población y uno de los más destacados del norte de México debido a su particular decoración pictórica, pues todo su techo y parte de sus paredes se encuentran cubiertos por frescos de gran factura, que han podido conservarse hasta los tiempos modernos.
Tras su ausencia, Luis Mancuso murió en la misión de Santa María en 1728, tras él se ocuparon de la misión los sacerdotes Baltazar Peña, Felipe Calderón —que fundó la cercana población de Santa Rosalía de Cuevas—, Felipe Rico y Bernardo Treviño. A este último le corresponderá la secularización de la misión, entregándola formalmente al clero de la entonces Diócesis de Durango en 1753.
El obispo de Durango la erigió como parroquia, pero en 1758 tras la visita pastoral del obispo Pedro Tamarón y Romeral, la sede parroquial fue traslada a San Lorenzo, permaneciendo desde entonces Santa María de Cuevas como una población de orden secundario.

## Localización y demografía
Santa María de Cuevas es un hoy una pequeña población localizada en el centro del estado de Chihuahua en la región denominada como la meseta; sus coordenadas geográficas son 27°55′29″N 106°23′39″O / 27.92472, -106.39417 y tiene una altitud de 1 584 metros sobre el nivel del mar. Se encuentra a unos 40 kilómetros al sureste de la cabecera municipal, San Lorenzo y a unos 100 kilómetros al suroeste de la capital del estado, la ciudad de Chihuahua. En sus inmediaciones de unen los arroyos La Ciénega y El Gatunal, que son ambos afluentes del río San Pedro.
Según los resultados del Censo de Población y Vivienda realizado en 2010 por el Instituto Nacional de Estadística y Geografía, la población total de Santa María de Cuevas es de 393 habitantes, de los que 201 son hombres y 192 son mujeres. La baja población se debe sobre todo a las condiciones económicas que no permiten la sobrevivencia de gran parte de la población, que se ve forza a emigrar a otras ciudad del estado o incluso a Estados Unidos.